# Ome
Ome là một đô thị thuộc tỉnh Brescia trong vùng Lombardia ở Ý. Đô thị này có diện tích 9 km², dân số thời điểm 31 tháng 12 năm 2004 là 3100 người.
Đô thị này giáp với các đô thị sau: Brione (Brescia), Gussago, Monticelli Brusati, Polaveno, Rodengo-Saiano.